# Monsoon (2019)
Monsoon ist ein Filmdrama von Hong Khaou, das Ende Juni 2019 beim Internationalen Filmfestival Karlovy Vary seine Premiere feierte und am 25. September 2020 in die Kinos im Vereinigten Königreich kam.

## Handlung
Kit wurde in Vietnam geboren und wuchs in Großbritannien auf, da seine Eltern während des Krieges aus Ho-Chi-Minh-Stadt fliehen mussten. Nach 30 Jahren kehrt er zum ersten Mal wieder in sein Geburtsland zurück, um die Asche seiner Eltern in ihre Heimat zurückzubringen. Er reist von Saigon nach Hanoi und versucht, sich in einem Land, das er nicht mehr kennt, zu orientieren, doch dies ist nicht leicht für ihn, besonders weil Kit kaum mehr Vietnamesisch spricht. Er braucht die Hilfe seines entfernten Cousins Lee und verliebt sich in den US-Amerikaner Lewis, dessen Vater in diesem Krieg kämpfte.

## Produktion
Regie führte Hong Khaou, der auch das Drehbuch schrieb. Es handelt sich um den zweiten Spielfilm des kambodschanisch-britischen Regisseurs nach Lilting. Kits Biografie im Film weist Parallelen zu Khaous eigenem Leben auf. Wie dessen Familie flohen auch die Eltern des Regisseurs in jungen Jahren aus Südostasien, in ihrem Fall aus Kambodscha. Khaou wuchs selbst in Großbritannien auf. Dennoch versteht er Monsoon nicht als einen autobiografischen Film, wenn auch er sehr persönlich sei. Es gebe eine Generation von Immigranten wie ihn, die sich mit der Frage der kulturellen Identität auseinandersetzen, und hiervon habe er mit dieser persönliche Geschichte erzählen wollen. Er erhielt vom Sundance Screenwriters Lab ein Stipendium, das ihm ermöglichte, nach Vietnam und Kambodscha zurückzukehren, um weitere Nachforschungen anzustellen.

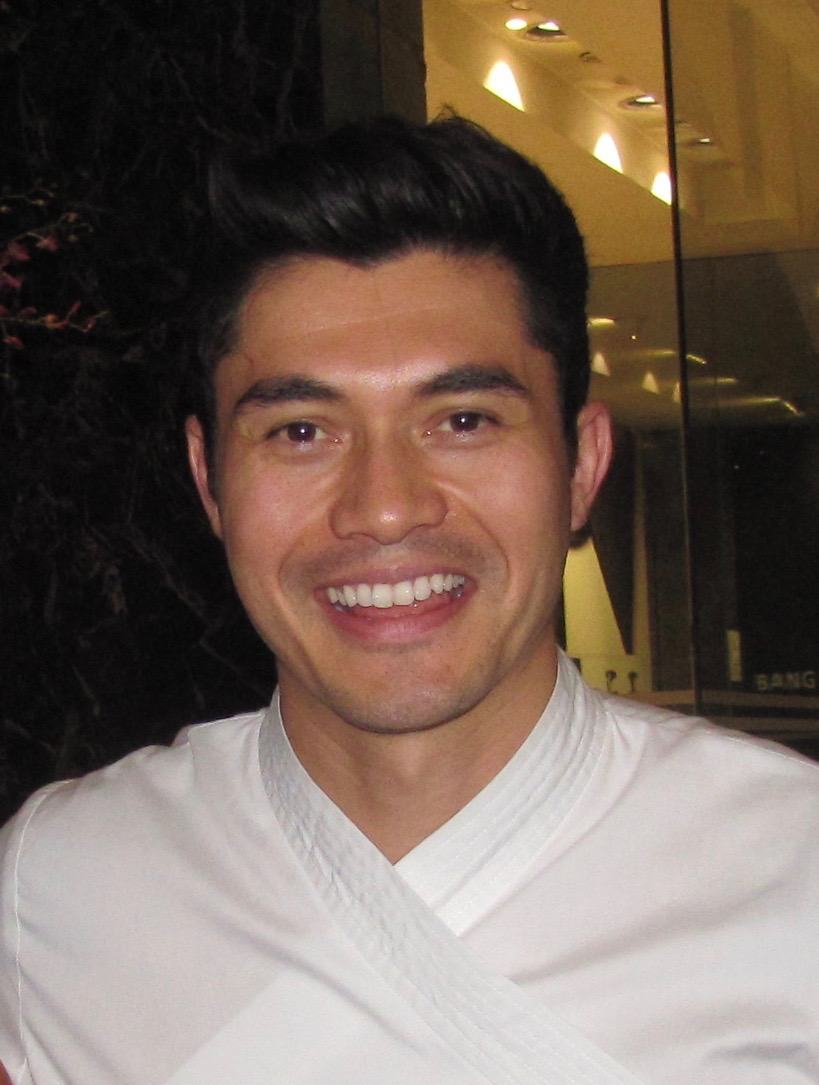
Henry Golding spielt Kit

Stilistisch wurde Khaou sehr stark von taiwanesischen Filmemachern wie Edward Yang und Hou Hsiao-Hsien inspiriert. Auch habe er Bezug auf den Film Yi Yi von Yang genommen. So habe er versucht, dem Zuschauer das Gefühl zu geben, sich gemeinsam mit Kit auf dieser Reise zu befinden, manchmal einfach ein paar Schritte hinter ihm. So sollte das Publikum eine gewisse Intimität verspüren, aber gleichzeitig nicht immer alle Informationen erhalten.
Der britisch-malaysische Schauspieler Henry Golding ist in der Hauptrolle zu sehen und spielt Kit. Parker Sawyers spielt Lewis, einen US-Amerikaner auf den Kit trifft. David Tran spielt seinen entfernten Cousin Lee.
Eine erste Vorstellung erfolge Ende Juni 2019 beim Internationalen Filmfestival Karlovy Vary. Anfang Oktober 2019 wurde er beim London Film Festival vorgestellt. Ende August 2020 sind Vorstellungen beim Outfest Los Angeles geplant, wo er als International Centerpiece gezeigt wird. Am 25. September 2020 wurde er von Peccadillo Pictures im Vereinigten Königreich veröffentlicht. Die Rechte für Nordamerika liegen bei Strand Releasing.

## Rezeption

### Kritiken
Der Film wurde von 87 Prozent aller bei Rotten Tomatoes erfassten Kritiker positiv bewertet mit durchschnittlich 7,1 der möglichen 10 Punkte.
Ryan Lattanzio von IndieWire schreibt, einige Zuschauer mögen stöhnen, dass der heterosexuelle Henry Golding einen schwulen Charakter spielt, der aber mache aus dem Schwulsein überhaupt keine Show und sei dennoch cool und überzeugend in der Hauptrolle. Es sei schwer, den Blick von ihm abzuwenden, was nicht nur daran liege, dass er in fast jeder Szene zu sehen ist.
Ben Nicholson von Sight & Sound schreibt, Hong Khaou habe das gleiche Vertrauen in Golding wie in Ben Whishaw in seiner Rolle von Richard in Lilting. Dem Schauspieler werde im Film die Bühne geboten, etwas völlig anderes zu tun als in seiner charmanten Rolle in Crazy Rich Asians. Die Kamera verweile oft auf seinem Gesicht, während er am Beobachten ist, und Golding vermittele genau das, was er in wortlosen Szenen denkt. Benjamin Kračuns Kameraarbeit fange ihn in Mittel- und Weitwinkelaufnahmen ein, betone seine Position in seiner Umgebung oder zeige ihn durch Fenster hindurch, ein wiederkehrendes filmisches Motiv, das die Isolation verdeutliche.

### Auszeichnungen (Auswahl)
GLAAD Media Awards 2021
- Nominierung in der Kategorie Outstanding Film – Limited Release[8]

Internationales Filmfestival Karlovy Vary 2019
- Nominierung als Bester Film für den Kristallglobus (Hong Khaou)

Sundance Film Festival 2014
- Auszeichnung mit dem Mahindra Global Filmmaking Award (Hong Khaou)